# Live in Manchester (Lisa Stansfield-album)
A Live in Manchester Lisa Stansfield brit énekes-dalszerző 2015. augusztus 28-án megjelent live-albuma, melynek hanganyaga CD lemezen, a koncert pedig DVD és Blu-ray disc lemezen jelent meg.

## Előzmények és tartalom
Stansfield hosszú szünet után 2014-ben jelentkezett új albumával, melynek a Seven címet adta. Ezt az European Seven turné követett. Stansfield szülővárosában Manchesterben a Brigewater Hallban lépett fel 2014. szeptember 7-én, melyet rögzítettek, és megjelentettek. A koncert során előadta legnagyobb slágereit, az "All Around the World" című dalt is, és a legutóbbi "Seven" című stúdióalbum dalait is. A "Live in Manchester" anyagát Tim Sidwell készítette elő a kiadásra az Abbey Road Stúdióban. Az anyag végül 2 CD-n, DVD-n és Blu ay lemezen jelent meg az earMUSIC kiadásában augusztus 28-án, mely tartalmaz egy 25 perces interjút Stansfielddel, aki  legújabb stúdióalbumáról nyilatkozik. The bonus material is an over 25 minutes long interview with Stansfield in which she talks about Seven.

## Számlista
| 1.  | Can't Dance                    | 4:52 |
| 2.  | Set Your Loving Free           | 3:52 |
| 3.  | The Real Thing                 | 3:56 |
| 4.  | Stupid Heart                   | 4:02 |
| 5.  | Never, Never Gonna Give You Up | 5:51 |
| 6.  | 8-3-1                          | 3:49 |
| 7.  | Make Love to Ya                | 4:30 |
| 8.  | Change                         | 5:28 |
| 9.  | The Rain                       | 4:03 |
| 10. | Time to Make You Mine          | 4:37 |
| 11. | Picket Fence                   | 3:55 |

| 1.  | What Did I Do to You?     | 2:32 |
| 2.  | People Hold On            | 3:07 |
| 3.  | Someday (I'm Coming Back) | 4:21 |
| 4.  | Conversation              | 5:05 |
| 5.  | It's Got to Be Real       | 5:25 |
| 6.  | Live Together             | 4:19 |
| 7.  | So Be It                  | 4:31 |
| 8.  | There Goes My Heart       | 4:22 |
| 9.  | Carry On                  | 4:53 |
| 10. | Love Can                  | 5:05 |
| 11. | All Around the World      | 5:15 |

| 1.  | Can't Dance                             |       |
| 2.  | Set Your Loving Free                    |       |
| 3.  | The Real Thing                          |       |
| 4.  | Stupid Heart                            |       |
| 5.  | Never, Never Gonna Give You Up          |       |
| 6.  | 8-3-1                                   |       |
| 7.  | Make Love to Ya                         |       |
| 8.  | Change                                  |       |
| 9.  | The Rain                                |       |
| 10. | Time to Make You Mine                   |       |
| 11. | Picket Fence                            |       |
| 12. | What Did I Do to You?                   |       |
| 13. | People Hold On                          |       |
| 14. | Someday (I'm Coming Back)               |       |
| 15. | Conversation                            |       |
| 16. | It's Got to Be Real                     |       |
| 17. | Live Together                           |       |
| 18. | So Be It                                |       |
| 19. | There Goes My Heart                     |       |
| 20. | Carry On                                |       |
| 21. | Love Can                                |       |
| 22. | All Around the World                    |       |
| 23. | Lisa Stansfield Talks Seven – Interview | 25:00 |

## Slágerlista
| Slágerlista (2015)       | Legjobb helyezés |
| ------------------------ | ---------------- |
| Italian Music DVD (FIMI) | 18               |